# .do
.do là tên miền Internet cấp cao nhất dành cho quốc gia (ccTLD) của Cộng hòa Dominica. Được quản lý bởi NIC.DO từ năm 1991.
Đăng ký tên miền cấp 3 dưới những tên miền cấp 2 sau:
- .do:  Sử dụng chính
- art.do:  Liên quan tới nghệ thuật
- com.do:  Tổ chức thương mại
- edu.do:  Liên quan tới giáo dục
- gob.do / gov.do:  Cơ quan chính phủ
- mil.do:  Quân đội
- net.do:  Nhà cung cấp dịch vụ Internet
- org.do:  Các tổ chức phi lợi nhuận
- sld.do:  Cơ quan y tế, sức khỏe